# Stadtsparkasse Barsinghausen
Die Stadtsparkasse Barsinghausen ist die kleinste Sparkasse in Niedersachsen. Sie ist eine Anstalt des öffentlichen Rechts mit Sitz in Barsinghausen, Region Hannover.

## Geschäftsgebiet und Träger
Das Geschäftsgebiet umfasst die Stadt Barsinghausen, welche auch Trägerin der Sparkasse ist.

## Geschäftszahlen
Die Stadtsparkasse Barsinghausen wies im Geschäftsjahr 2023 eine Bilanzsumme von 430,17 Mio. Euro aus und verfügte über Kundeneinlagen von 335,01 Mio. Euro. Gemäß der Sparkassenrangliste 2023 liegt sie nach Bilanzsumme auf Rang 348. Sie unterhält 3 Filialen/Selbstbedienungsstandorte und beschäftigt 77 Mitarbeiter.

## Sparkassen-Finanzgruppe
Die Stadtsparkasse Barsinghausen ist Teil der Sparkassen-Finanzgruppe und gehört damit auch ihrem Haftungsverbund an. Er sichert den Bestand der Institute und sorgt dafür, dass sie auch im Fall der Insolvenz einzelner Sparkassen alle Verbindlichkeiten erfüllen können. Die Sparkasse vermittelt Bausparverträge der regionalen Landesbausparkasse, offene Investmentfonds der Deka und Versicherungen der VGH Versicherungen. Im Bereich des Leasing arbeitet die Stadtsparkasse Barsinghausen mit der  Deutschen Leasing zusammen. Die Funktion der Sparkassenzentralbank nimmt die NORD/LB wahr.